# 제41회 홍콩 영화 금상장
제41회 홍콩 영화 금상장은 2023년 4월 16일에 열린 시상식이다.

## 수상 및 후보

### 작품상
- 더 스파링 파트너 - 허첨틴
- 미래전투 - 오현휘
- 디텍티브 브이에스. 슬루쓰스 - 위가휘
- 더 나로우 로드 - 람 윙 섬
- 투 마이 나인틴-이어-올드 셀프 - 메이블 청

### 감독상
- 더 스파링 파트너 - 허첨틴
- 디텍티브 브이에스. 슬루쓰스 - 위가휘
- 더 나로우 로드 - 람 윙 섬
- 투 마이 나인틴-이어-올드 셀프 - 메이블 청
- 테이블 포 식스 - 진영신

### 각본상
- 더 스파링 파트너 - Frankie Tam Kwong Yuen 외 2명
- 더 써니 사이드 오브 더 스트리트 - Lau Kok Rui
- 디텍티브 브이에스. 슬루쓰스 - 위가휘 외 2명
- 더 나로우 로드 - Fean Chung Chu Fung
- 테이블 포 식스 - 진영신

### 남우주연상
- 더 스파링 파트너 - Mak Pui Tung
- 더 스파링 파트너 - Yeung Wai Lun
- 더 써니 사이드 오브 더 스트리트 - 황추생
- 디텍티브 브이에스. 슬루쓰스 - Sean Lau
- 더 나로우 로드 - Louis Cheung Kai Chung

### 여우주연상
- 더 스파링 파트너 - Louisa So
- 마마스 어페어 - 모순균
- 로스트 러브 - 정수문
- 더 나로우 로드 - Angela Yuen
- 어 라이트 네버 고즈 아웃 - 실비아 창

### 남우조연상
- 더 스파링 파트너 - 임해봉
- 마마스 어페어 - Law Wing Cheong
- 웨어 더 윈드 블로우스 - 허관문
- 테이블 포 식스 - Louis Cheung Kai Chung
- 테이블 포 식스 - Peter Chan Charm Man

### 여우조연상
- 더 스파링 파트너 - Harriet Yeung
- 더 나로우 로드 - 구가문
- 테이블 포 식스 - 왕원지
- 테이블 포 식스 - Lin Min Chen
- 파 파 어웨이 - 제니퍼 유

### 신인상
- 더 써니 사이드 오브 더 스트리트 - Sahal Zaman
- 마마스 어페어 - Jer Lau
- 홍콩 패밀리 - Edan Lui
- 어 라이트 네버 고즈 아웃 - Henick Chou
- 칠리 레프 스토리 - Edan Lui

### 촬영상
- 더 스파링 파트너 - Leung Yau Cheong
- 미래전투 - Ng Kai Ming
- 웨어 더 윈드 블로우스 - 팅-챙 친 외 2명
- 디텍티브 브이에스. 슬루쓰스 - Cheng Siu Keung
- 더 나로우 로드 - Meteor Cheung Yu Hon

### 편집상
- 더 스파링 파트너 - J.Him Lee 외 2명
- 미래전투 - 웡 호이 외 1명
- 디텍티브 브이에스. 슬루쓰스 - 데이비드 M. 리처드슨 외 1명
- 투 마이 나인틴-이어-올드 셀프 - 와이 런 쿽 외 1명
- 테이블 포 식스 - 장가휘 외 1명

### 미술상
- 더 스파링 파트너 - Ida Mak
- 미래전투 - 막소종 외 1명
- 웨어 더 윈드 블로우스 - 뢰초웅 외 1명
- 디텍티브 브이에스. 슬루쓰스 - Jean Tsoi
- 테이블 포 식스 - 어빙 청 외 1명

### 의상&메이크업상
- 미래전투 - Cheung Siu Hong
- 로스트 러브 - 만림중 외 1명
- 웨어 더 윈드 블로우스 - 오리로 외 1명
- 디텍티브 브이에스. 슬루쓰스 - 장세걸 외 1명
- 더 나로우 로드 - Bonnie Ho

### 무술감독상
- 칠중주: 홍콩 이야기 - 홍금보 외 2명
- 미래전투 - Jack Wong Wai Leung
- 더 배틀 앳 레이크 창진 II - Lin Feng 외 1명
- 웨어 더 윈드 블로우스 - 왕지문
- 디텍티브 브이에스. 슬루쓰스 - Wong Wai Leung

### 영화음악상
- 더 스파링 파트너 - Sara Fung Chi Han
- 미래전투 - Chan Kwong Wing
- 웨어 더 윈드 블로우스 - 정 가 외 1명
- 더 나로우 로드 - Wong Hin Yan
- 테이블 포 식스 - Alan Wong Ngai Lun 외 1명

### 주제가상
- 더 스파링 파트너 - Sara Fung Chi Han
- 미래전투 - Chan Kwong Wing
- 마마스 어페어 - Alan Wong Ngai Lun 외 1명
- 로스트 러브 - Hans Wing
- 테이블 포 식스 - 왕원지

### 음향효과상
- 더 스파링 파트너 - 두독지 외 1명
- 미래전투 - 사루뉴 누른사이 외 5명
- 더 배틀 앳 레이크 창진 II - 스티브 버제스 외 2명
- 웨어 더 윈드 블로우스 - 두독지 외 1명
- 디텍티브 브이에스. 슬루쓰스 - Thomas Cheng 외 2명

### 시각효과상
- 더 스파링 파트너 - Shigeharu Tomotoshi
- 미래전투 - Chas Chau Chi Shing 외 3명
- 더 배틀 앳 레이크 창진 II - 서극 외 2명
- 웨어 더 윈드 블로우스 - Shigeharu Tomotoshi
- 디텍티브 브이에스. 슬루쓰스 - Don Ma 외 2명

### 신인감독상
- 더 스파링 파트너 - 허첨틴
- 더 써니 사이드 오브 더 스트리트 - 류각루이
- 미래전투 - 오현휘
- 더 나로우 로드 - 람 윙 섬
- 테이블 포 식스 - 진영신

### 베스트 아시안 중국어 영화
- IN SEARCH OF LOST TIME
- 가댐드 아수라
- 문맨